# Slag bij Nashville
De Slag bij Nashville vond plaats op 15 december en 16 december 1864 in Davidson County in Tennessee tijdens de Amerikaanse Burgeroorlog. De aanval van de Noordelijke legermacht onder leiding van generaal-majoor George H. Thomas op het Zuidelijke Army of Tennessee onder leiding van luitenant-generaal John Bell Hood betekende het einde van de Zuidelijke strijdmacht.

## Achtergrond
Nadat Hood bij Spring Hill er niet was in geslaagd om Schofields leger te vernietigen, viel hij de Noordelijke stellingen bij Franklin aan op 30 november. Met 20.000 soldaten probeerde Hood tevergeefs de vijandelijke stellingen te breken. De volgende nacht trok Schofield zich verder terug naar Nashville waar hij zich aansloot bij de eenheden onder leiding van Thomas.

## Samenstelling van de legers

### Noordelijk leger
Op 1 december 1864 nam Schofields leger hun stellingen in rond Nashville. Daar droeg Schofield het opperbevel van het leger over aan Thomas die nu over 55.000 soldaten beschikte. De verschillende onderdelen bestonden voornamelijk uit veteranen. Het IV Corps van brigadegeneraal Thomas J. Wood en Schofields XXIII Corps hadden gevochten in de Atlantaveldtocht. Het XVI Corps van generaal-majoor Andrew J. Smith had actie gezien tijdens het Beleg van Vicksburg, de Red Riverveldtocht en in de Slag bij Tupelo en tijdens Prices raid. Enkel de divisie van generaal-majoor James B. Steedman had weinig gevechtservaring. Deze divisie bestond voornamelijk uit garnizoenstroepen uit Tennessee en Georgia waaronder acht regimenten van Afro-Amerikaanse origine.
De Noordelijken hadden een defensieve gordel rond de stad opgetrokken sinds ze de stad in handen hadden in 1862. Tegen 1864 was de verdedigingsgordel 10 km lang en beschermde voornamelijk het zuiden en westen van de stad. Langs de linie lagen verschillende forten. De loopgraven werden na 1 december 1864 verder uitgebreid in westelijke richting. De Cumberland vormde een natuurlijke barrière ten noorden en ten oosten van de stad. Op de rivier patrouilleerden verschillende kanonneerboten.
Van oost naar west werd de linie bemand door Steedmans divisie, het XXIII Corps, het IV Corps en het pas aangekomen XVI Corps van Smith.

### Zuidelijk leger
Hoods Army of Tennessee arriveerde voor de stad op 2 december waar het stellingen innam tegenover de Noordelijke defensieve linie. In plaats van een nieuwe frontale aanval uit te voeren, groef hij zich in en wachtte af. Hij hoopte dat Thomas zou aanvallen en zijn tanden stuk zou bijten op de Zuidelijke slaglinie waarna Hood opnieuw het initiatief kon nemen en Nashville veroveren.
De Zuidelijke linie was 6 km lang en lag tegenover het zuidelijke deel van de Noordelijke linie. Van rechts naar links stonden de korpsen van generaal-majoor Benjamin F. Cheatham, luitenant-generaal Stephen D. Lee en luitenant-generaal Alexander P. Stewart opgesteld. De cavalerie onder leiding van brigadegeneraal James R. Chalmers lag ten zuidwesten van de stad. De Zuidelijke linkerflank werd beschermd door 5 kleine redoutes waarin telkens twee tot vier kanonnen en 150 soldaten opgesteld stonden.
Voor het begin van de slag maakte Hood een strategische fout met verregaande gevolgen. Op 2 december stuurde hij drie brigades van William B. Bates divisies eropuit om de Nashville en Chattanooga spoorweg tussen Nashville en Murfreesboro aan te vallen. Drie dagen later stuurde hij nog twee brigades extra en twee cavaleriedivisies onder Forrest om Bate te versterken. Hood hoopte dat dit Thomas uit zijn fortificaties zou lokken waardoor Hood meer kans kreeg om de Noordelijken te verslaan. Hoewel de spoorweg op verschillende plaatsen vernietigd werd, werden de Zuidelijken op 7 december bij Murfreesboro verjaagd. Thomas trapte niet in de val en liet zijn leger in Nashville tot hij de tijd rijp achtte om zelf aan te vallen. Bate keerde terug naar Hood. Forrest bleef echter afwezig toen Thomas tot de aanval overging.

## Voorbereidingen van Thomas voor de aanval
Hoewel Thomas’ strijdkrachten numeriek sterken waren, bleef Hoods leger nog altijd een waardig tegenstander. Thomas bereidde de onvermijdelijke aanval zeer goed voor. Thomas liet zijn cavaleriekorps onder leiding van brigadegeneraal James H. Wilson volledig equiperen om enerzijds zijn flanken te beschermen en het anderzijds op te nemen tegen Forrest. Dit nam echter de nodige tijd in beslag.
Ondertussen werden de leiders in Washington ongeduldig. Terwijl de druk vanuit Washington steeg, werd Nashville op 8 december getroffen door een winterstorm waardoor alle offensieve acties dienden uitgesteld te worden. Dit kon Grant nog begrijpen, maar toen Thomas op 13 december na het stoppen van de storm nog altijd in Nashville bleef, stuurde Grant generaal-majoor John A. Logan naar Nashville om het bevel op zich te nemen indien Thomas bij zijn aankomst nog niets ondernomen had. Logan raakte tot in Louisville, Kentucky toen hij te horen kreeg dat Thomas in actie geschoten was op 15 december.

## De slag

### Acties uitgevoerd door de Noordelijke kanonneerboten
Op 2 december 1864 stelden de Zuidelijken artilleriebatterijen op bij Bell’s Bend langs de Cumberland. Ze boekten vrijwel onmiddellijk succes. Ze slaagden erin om twee transportschepen met paarden, muilezels en voeder te veroveren. Tijdens de nacht van 3 op 4 december kwam het Noordelijke flottielje in actie. De meeste schepen vielen de bovenste batterij aan terwijl de Carondelet en de Fairplay de onderste batterije aanvielen en de twee transportschepen heroverden. Op 7 december viel het Noordelijke flottielje onder leiding van Leroy Fitch de rivierblokkade opnieuw aan. Deze aanval eindigde onbeslist. De Zuidelijke batterijen hielden alle scheepvaartverkeer tegen onder Nashville tot de Noordelijke cavalerie ze verjoeg op 15 december.

### Acties op 15 december

Slag bij Nashville

#### Aanval op de Zuidelijke rechterflank
Thomas' aanvalsplan bestond uit twee fasen. De eerste fase zou een afleidingsmanoeuvre zijn waarbij de Zuidelijke rechterflank aangevallen werd. Hierbij hoopte Thomas dat de Zuidelijken hun linkerflank zouden verzwakken waar de hoofdaanval zou plaatsvinden. De aanvalsmacht bestond uit twee brigades waarvan de ene uit Afro-Amerikaanse regimenten bestond en het ander uit nieuwe rekruten.
De Zuidelijke rechterflank was verankerd tegen een diep uitgesneden spoorwegbedding van de Nashville en Chattanooga spoorweg. Aan de andere kant van de spoorweg hadden de Zuidelijken enkele scherpschutters geposteerd. Op 14 december werden ze versterkt met een lunet waarin vier kanonnen opgesteld werden. Deze lunet werd bemand door Granbury’s Texas brigade en was deel verstopt achter bomen en hoge ondergroei.
De twee brigades rukten op en liepen de scherpschutters onder de voet. Ze kwamen onder hevig vuur te liggen van de batterij. Beide brigades trokken zich terug, maar voor de rest van de dag werd er op elkaar geschoten. De aanval schoot zijn doel voorbij omdat de Zuidelijken geen extra troepen overplaatsten van hun linkerflank om de rechterflank te versterken.

#### Aanval op de Zuidelijke linkerflank
De tweede fase van Thomas’ plan en tevens de hoofdaanval was een grote draaibeweging die de Zuidelijke linkerflank in de tang moest nemen. Wilsons cavalerie reed via de Charlotte Pike toen de ochtendnevel was opgeklaard. Hierbij verdreven ze de Zuidelijke cavalerie die tussen de Cumberland en hun flank patrouilleerde. Het XVI Corps van Smith volgde de cavalerie op de voet en draaide na 1,5 km in zuidelijke richting naar de vijandelijke linkerflank. De cavalerie stelde zich op naast Smiths rechterflank. Het XXIII Corps van Schofield stond even verderop in reserve. Toen de aanval werd ingezet, diende Schofield de ontstane ruimte tussen Wilson en Smith op te vullen. Rond 14.30 uur vielen de Noordelijken de vijf redoutes aan die de Zuidelijke linkerflank dekten. Redoute No. 4 werd overrompeld door twee infanteriebrigades en twee cavaleriebrigades. Als snel viel Redoute No. 5 in Noordelijke handen. Een andere brigade van Smith veroverde Redoute No. 3. Hierbij sneuvelde kolonel Sylvester G. Hill die de aanval leidde. Hij werd geraakt door een kogel van een scherpschutter uit Redoute No. 2. Redoute No. 2 viel al snel in Noordelijke handen.

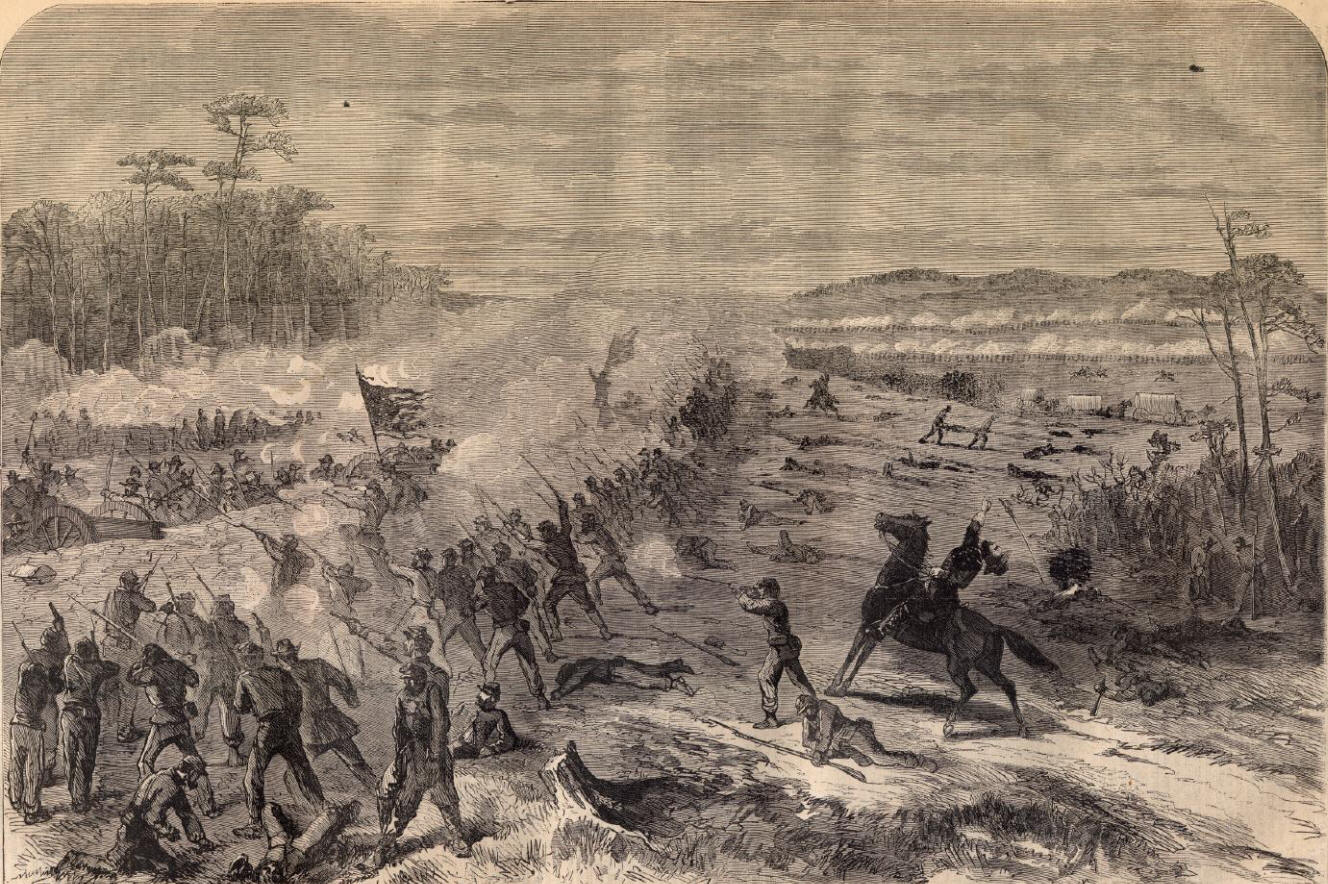
De dood van kolonel Sylvester toen zijn brigade Redoute No. 3 aanviel en veroverde aan de Zuidelijke linkerflank.

Ondertussen voerde het IV Corps een frontale aanval uit vanuit Granny White en Hillsboro Pikes tegen het uiteinde van de Zuidelijke linie. Deze aanval diende gelijktijdig uitgevoerd te worden met de aanval op de redoutes. De Noordelijken verwachtten de Zuidelijke linie op Montgomery Hill ten noorden van Browns’s Creek. Oorspronkelijk lag hun linie ook daar maar de Zuidelijken hadden zich teruggetrokken naar nieuwe stellingen ten zuiden van Brown’s Creek. Het IV Corps rukte op naar Montgomery Hill. Daar botsten ze slechts op een linie scherpschutters. Ze hergroepeerden zich en rukten verder op toen de meeste redoutes in Noordelijke handen gevallen waren
Zo werd de laatste Redoute (No. 1) veroverd vanuit het noorden, zuiden en westen. Stewarts Zuidelijke korps had zware verliezen geleden en trok zich 3 km terug om een nieuwe defensieve linie in te nemen. Achterhoedegevechten met Lees korps voorkwamen een algemene paniek. Cheathams en Lees korps trokken zich eveneens terug naar de nieuwe linie na de ineenstorting van de Zuidelijke linkerflank.

### Acties op 16 december
De nieuwe Zuidelijke stellingen waren compacter en sterker. De oostelijke flank lag verankerd op de Peach Orchard Hill. De westelijke flank liep langs een reeks van heuvels die naar Compton’s Hill liep. Het centrum liep langs een reeks van stenen muren die werden versterkt met loopgraven en borstweringen.
Lees korps nam de rechterflank voor zijn rekening. Zijn korps had vrijwel geen gevechten geleverd de dag ervoor. Stewarts korps, dat gedecimeerd was door de gevechten tijdens de vorige dag, had stelling genomen in het centrum. Cheathams korps, dat de nodige strijd had geleverd in Franklin, nam de linkerflank in waar ook de verschillende heuveltoppen lagen. De cavaleriebrigade van Rucker patrouilleerde ten zuiden van Cheathams korps.
De verdedigingswerken op de Zuidelijke rechterflank zagen er op het eerste gezicht sterk uit omdat de heuvel waarop de flank lag verankerd steil was. Toch waren de Zuidelijke stellingen onderhevig aan Noordelijk artillerievuur dat uit alle richtingen (uitgezonderd het zuidoosten) kon komen. Ten tweede was de verdedigingslinie ’s nachts en door uitgeputte soldaten uitgebouwd waardoor de kwaliteit niet hoogstaand was. En ten derde waren de loopgraven op de top van de heuvel aangelegd en niet op de helling van de heuvel waar het bereik van de wapens veel groter was.
Thomas zou zijn aanvalsplan van de vorige dag opnieuw toepassen. Hij zou een aanval uitvoeren op de vijandelijke rechterflank zodat de Zuidelijken er eventueel extra troepen naar toe zouden sturen. Daarna zou Schofields XXIII Corps de linkerflank aanvallen.
De aanval op de rechterflank was uitgebreider dan de dag voordien. Twee brigades van Beatty’s divisie van het IV Corps en twee brigades van Steedman vielen aan op 15.00 uur. De aanval werd snel afgeslagen door het geconcentreerde geweer- en kanonvuur van de Zuidelijken. Toch had deze aanval het gewenste effect. Hood stuurde twee van Cheathams brigades om Lee te versterken. De linkerflank was verzwakt.
Ondertussen was de Noordelijke cavalerie van Wilson zeer actief langs de Zuidelijke linkerflank en in hun achterhoede. Om deze dreiging tegen te gaan, liet Cheatham zijn linies verder uitbreiden in zuidelijke richting. Ondertussen kreeg Schofield het bevel van Thomas om zijn aanval uit te voeren. Hij aarzelde echter en vroeg versterking van Smiths eenheden. Thomas liet de eenheden overkomen. Toch bleef Schofield staan zonder op te rukken. De zonsondergang naderde nu snel en indien Schofield niet aanviel kon Hood ofwel zijn stellingen verder versterken of zich ongestoord terug trekken.
Een van Smith divisiebevelhebbers, brigadegeneraal John McArthur, zag enerzijds dat Schofields korps niet oprukte en zag anderzijds dat de Zuidelijke stellingen het zwaar te verduren kregen door de Noordelijke artillerie. Rond 15.30 uur stuurde hij een koerier naar Smith en Thomas dat indien er de volgende vijf minuten geen bevel uitgevaardigd werd om aan te vallen, hij met zijn divisie tot de aanval zou overgaan. Om 15.35 uur vielen de drie brigades van McArthurs divisie aan. Eén brigade marcheerde de heuvel op en trok erover. Zijn tweede brigade en derde brigade boekten eveneens goede vooruitgang.
De Zuidelijke linkerflank brak volledig. De Zuidelijken stellingen werden van west naar oost volledig opgerold. De Zuidelijken trokken zich terug in zuidelijke richting via de Granny White Pike en Franklin Pike. De Zuidelijke cavaleriebrigade van Edmund Rucker probeerde de aftocht te dekken.

### Terugtocht van Hood
Tijdens de nacht van 16 december trok het overblijfsel van Hoods leger zich terug in zuidelijke richting naar Franklin via de Franklin Pike en de Granny White Pike. Rucker hield de Noordelijke achtervolgers tegen op de Granny White Pike terwijl Lees achterhoede de Noordelijke cavalerie op de Franklin Pike bezig hield. De volgende dagen waren er vertragingen in de Noordelijke achtervolging toen Thomas zijn nieuwe aangekomen pontonbruggen naar Murfreesboro stuurde waar zijn bagagetrein en artillerie stonden te wachten om de Harpeth over te steken. Ondertussen kon Wilsons cavalerie de achterhoede van Carter L. Stevenson op 17 december en 18 december een gevoelige slag toebrengen. Wilson diende echter de achtervolging te staken omdat hij te weinig voorraden had. Bovendien sloot Forrest zich opnieuw aan bij Hood op 18 december. Op 19 december staken de Zuidelijke infanterie en cavalerie de Duck rivier opnieuw over bij Columbia en vernietigde daarna de bruggen. Forrest nam het bevel over de achterhoede op zich. De infanteriedivisie van brigadegeneraal Edward C. Watlhall nam Forrest onder zijn bevel.
Thomas kon de Duck rivier pas op 23 december oversteken. Wilson zette de achtervolging opnieuw in. Forrest vocht bij Richland Creek, Anthony's Hill en Sugar Creek verschillende achterhoedegevechten uit met Wilson.
Hood kon zijn leger bij Bainbridge de Tennessee overkrijgen op 28 december.
Steedmans divisie werd per spoor van Nashville naar Chattanooga gebracht. Van daaruit voeren ze de rivier af naar Decatur om Hoods aftocht af te snijden. Ze kwamen echter te laat om Hood nog tegen te houden. Steedmans cavalerie, onder leiding van kolonel William Jackson Palmer, slaagde er nog in op 30 december een deel van Hoods bagagetrein te veroveren.

## Gevolgen
De Noordelijken telden 387 doden, 2.562 gewonden en 111 vermisten. De Zuidelijke verliezen zijn moeilijker te ramen maar algemeen wordt aangenomen dat er 6.000 slachtoffers vielen. Het Army of Tennessee was met 38.000 soldaten (Forrest niet meegerekend) vertrokken. Boven op de slachtoffers tijdens de veldslagen deserteerden er ongeveer 2.000 Zuidelijke soldaten. Op 20 januari telde het leger nog 18.742 soldaten opnieuw zonder Forrest.
De Slag bij Nashville was het einde van het Army of Tennessee. Hoewel Hood het fiasco afschoof op zijn officieren en soldaten, zou hij nooit meer een functie bekleden. Hij trok zijn leger terug naar Tupelo, Mississippi en nam ontslag op 13 januari 1865.
The Battle of Nashville marked the effective end of the Army of Tennessee. Historian David Eicher remarked, "If Hood mortally wounded his army at Franklin, he would kill it two weeks later at Nashville."